# Семашко Богдан Михайлович
Семашко Богдан Михайлович — волинський боярин, урядник Великого князівства Литовського.
Брат — Василь (пом. 1561) — луцький замковий суддя, через кілька років після нього померли всі сини; вдова стала дружиною Івана Чаплича, батькові маєтки була змушена передати під опіку найближчому родичу померлого чоловіка Олександру. 
Посади: ковельський староста, писар королеви Бони. Дружина — княжна Анна Путята, дідичка Тучина. Син — Олександр на Хупкові (Губкові) — підкоморій володимирський, брацлавський каштелян, староста луцький, першим перейшов з православ'я на католицтво, дружина — Анастасія Волович.
Як ковельський староста був власником поселення Стара Вижівка.